# Abadía territorial de Wettingen-Mehrerau
La abadía territorial de Wettingen-Mehrerau (en latín: Abbatia Territorialis Maris Stellae y en alemán: Abtei Wettingen-Mehrerau B.M.V. de Maris Stella et de Augia Maiore) es una circunscripción eclesiástica de la Iglesia católica en Austria. Se trata de una abadía territorial latina inmediatamente sujeta a la Santa Sede. Desde el 23 de noviembre de 2018 su abad es el obispo Vinzenz Wohlwend, de la Orden del Císter.

## Territorio y organización
La abadía territorial tiene 1 km² y extiende su jurisdicción sobre los fieles católicos de rito latino residentes en la abadía de Mehrerau que se encuentra en la ciudad de Bregenz. El priorato de Birnau (no es parte de la abadía territorial, pero sí de la abadía) se encuentra en Alemania, en donde los monjes son responsables del cuidado pastoral de la parroquia que abarca las ciudades de Nußdorf y Deisendorf desde 1946, perteneciente a la arquidiócesis de Friburgo.
La sede de la abadía territorial se encuentra en Mehrerau (un suburbio de Bregenz), en donde se halla la Catedral abacial de Nuestra Señora Stella Maris de Wettingen.
En 2019 en la abadía territorial no existían parroquias.
La abadía de Wettingen-Mehrerau está directamente subordinada a la Santa Sede y por lo tanto no forma parte de la arquidiócesis de Salzburgo. El abad de Wettingen-Mehrerau, sin embargo, es miembro de la Conferencia Episcopal Austríaca.

## Historia

### Abadía de Mehrerau
El primer monasterio de Mehrerau fue fundado por el abad irlandés Columbano junto con su compañero Galo que, procedente de Luxeuil, se quedó en el lugar de la abadía alrededor de 611 y construyó un monasterio sobre el modelo del de Luxeuil. Cerca se fundó un monasterio de mujeres.
Poco se sabe sobre la vida del monasterio desde su fundación hasta 1079, cuando el monasterio fue reformado por el monje Goffredo, enviado por el abad Guillermo de Hirsau, y se introdujo la regla de san Benito.
Entre 1097 y 1098 la abadía fue reconstruida por el conde Ulrico de Bregenz, que se convirtió en su protector, y fue repoblada por monjes de la abadía de Petershausen, cerca de Constanza.
En los siglos  XII y XIII la abadía adquirió una vasta propiedad de tierra; a mediados del siglo XVI tenía derecho de patronato sobre 65 parroquias.
Durante la Reforma protestante, la abadía siguió siendo un bastión del catolicismo en Vorarlberg. En particular, Ulrich Mötz, que más tarde se convirtió en abad, ejerció una gran influencia en la región de Bregenzerwald (en donde se encuentra la abadía), predicando contra las innovaciones religiosas introducidas por los protestantes.
Durante la guerra de los Treinta Años la abadía sufrió la devastación por parte de los suecos, que alojaron allí a las tropas y exigieron sumas de dinero; robaron a la abadía casi todos sus ingresos. A pesar de ello, la abadía ofrecía a menudo refugio gratuito a los religiosos expulsados de Alemania y Suiza.
En el siglo XVIII la abadía ya había recuperado su antigua prosperidad. En 1738 se completó la reconstrucción de la iglesia y se construyeron los edificios monásticos entre 1774 y 1781.
La existencia de Mehrerau se vio amenazada, como la de otras fundaciones religiosas, por los objetivos del emperador José II del Sacro Imperio Romano Germánico. El abad Benedicto logró obtener la retirada del decreto imperial de supresión, que ya había sido firmado.
Con el Tratado de Presburgo de 1805, Vorarlberg fue cedida al Reino de Baviera, que con el Reichsdeputationshauptschluss ya había secularizado todas sus casas religiosas entre 1802 y 1803. Las autoridades bávaras redactaron el inventario de los bienes de la abadía en abril de 1806. La abadía como último intento para salvarse se ofreció a convertirse en una escuela de enseñanza masculina, pero el Gobierno bávaro rechazó la oferta y disolvió la abadía a partir del 1 de septiembre de 1806. Los monjes fueron desalojados y la preciada biblioteca se dispersó; algunos de los libros fueron quemados inmediatamente. Los bosques y campos propiedad de la abadía fueron confiscados por el Estado.
En febrero de 1807 se cerró la iglesia y se subastaron los demás edificios. Entre 1808 y 1809 la iglesia fue demolida y el material de construcción fue reutilizado en la construcción del puerto del lago Lindau.

### Wettingen-Mehrerau
En 1814 el Vorarlberg volvió a Austria y los edificios restantes tuvieron diversos usos, hasta que en 1853 fueron adquiridos, con la autorización del emperador Francisco José I de Austria, por el abad de Wettingen, cuya abadía cisterciense había sido suprimida por el cantón de Argovia (en Suiza) en 1841 y durante trece años había estado buscando un nuevo lugar para establecerse.
El 18 de octubre de 1854 se restauró formalmente la abadía cisterciense de Wettingen-Mehrerau. En el mismo año se inició una escuela monástica. Se ampliaron los edificios monásticos y en 1859 se construyó una nueva iglesia neogótica. De particular interés es el monumento funerario del cardenal Joseph Hergenröther que quería ser enterrado en la abadía.
En la segunda mitad del siglo XIX, la abadía de Wettingen-Mehrerau desempeñó un papel importante en el renacimiento de la Orden del Císter. Inicialmente fue parte de la Congregación de la Orden de Suiza, luego de la de Austria. En 1888, junto con la abadía de Marienstatt, dejó la Congregación de Austria y estableció la Congregación de Mehrerau, de la que dependían los nuevos asentamientos de Stična en Eslovenia y de Mogila en Polonia.
En 1919 la abadía compró al estado de Baden el santuario de Birnau y el cercano castillo de Maurach (ubicados en la comuna de Uhldingen-Mühlhofen en Alemania) y lo convirtió en priorato. En Mehrerau, la comunidad monástica administra el Collegium Bernardi, una escuela secundaria con un internado contiguo. Hasta hace unos años también regentaba un sanatorio.
El abad tiene el título de abad de Wettingen y prior de Mehrerau. Algunos monasterios femeninos en Suiza también dependen de él.

## Estadísticas
De acuerdo al Anuario Pontificio 2020 la abadía territorial tenía a fines de 2019 un total de 290 fieles bautizados.
| Año                                                                             | Población            | Población | Población      | Sacerdotes | Sacerdotes    | Sacerdotes    | Bautizados por sacerdote | Diáconos permanentes | Religiosos | Religiosos | Parroquias |
| Año                                                                             | Bautizados católicos | Total     | % de católicos | Total      | Clero secular | Clero regular | Bautizados por sacerdote | Diáconos permanentes | Varones    | Mujeres    | Parroquias |
| ------------------------------------------------------------------------------- | -------------------- | --------- | -------------- | ---------- | ------------- | ------------- | ------------------------ | -------------------- | ---------- | ---------- | ---------- |
| 1990                                                                            | 244                  | 250       | 97.6           | 19         |               | 19            | 12                       |                      | 36         | 12         |            |
| 1999                                                                            | 415                  | 435       | 95.4           | 25         |               | 25            | 16                       |                      | 39         |            |            |
| 2000                                                                            | 500                  | 530       | 94.3           | 25         |               | 25            | 20                       |                      | 37         | 35         |            |
| 2001                                                                            | 480                  | 500       | 96.0           | 24         |               | 24            | 20                       |                      | 40         | 34         |            |
| 2002                                                                            | 480                  | 500       | 96.0           | 24         |               | 24            | 20                       |                      | 38         | 33         |            |
| 2003                                                                            | 482                  | 500       | 96.4           | 24         |               | 24            | 20                       |                      | 36         | 32         |            |
| 2004                                                                            | 430                  | 500       | 86.0           | 25         |               | 25            | 17                       |                      | 35         | 32         |            |
| 2013                                                                            | 244                  | 294       | 83.0           | 21         |               | 21            | 11                       |                      | 31         |            |            |
| 2016                                                                            | 205                  | 254       | 80.7           | 23         |               | 23            | 8                        |                      | 34         | 32         |            |
| 2019                                                                            | 290                  | 350       | 82.9           | 19         |               | 19            | 15                       |                      | 29         | 27         |            |
| Fuente: Catholic-Hierarchy, que a su vez toma los datos del Anuario Pontificio. |                      |           |                |            |               |               |                          |                      |            |            |            |

## Episcopologio
...
- Heinrich Amberg, O.S.B. † (1650-1666)
- Aloys Sprenger, O.S.B. † (1666-1681)
- Anton Vögel, O.S.B. † (1681-1711)
- Magnus Öderlin, O.S.B. † (1712-1728)
- Franciscus Pappus von Tratzberg, O.S.B. (1728-1748 retirado)
- Johannes Baptist von Meyenberg, O.S.B. † (1748-1782)
- Benedetto Martini, O.S.B. † (1782-1791)
- Franz Hund, O.S.B. † (1791-1805)[5]
  - Leopold Höchle, O.Cist. (1840-1854)[6]
- Leopold Höchle, O.Cist. † (1854-1864)[7]
- Martin Reimann, O.Cist. † (1864-1878)
- Maurus Kalkum, O.Cist. † (1878-1893)
- Laurentius Wocher, O.Cist. † (1893-1895)
- Agostino Stöckli, O.Cist. † (2 de diciembre de 1895-1902)
- Eugenio Notz, O.Cist. † (17 de febrero de 1903-1918 falleció)
- Kassian Haid, O.Cist.† (16 de agosto de 1917-22 de septiembre de 1949 falleció)
- Heinrich Suso (Lorenz) Groner, O.Cist. † (22 de septiembre de 1949 por sucesión-7 de agosto de 1968 falleció)
- Kassian (Otto) Lauterer, O.Cist. (19 de agosto de 1968-29 de enero de 2009 retirado)
- Anselm van der Linde, O.Cist. (18 de febrero de 2009-1 de agosto de 2018 renunció)
- Vinzenz Wohlwend, O.Cist., desde el 23 de noviembre de 2018[8]